# Віскача Вольфзона
Віскача Вольфзона (Lagidium wolffsohni) — вид гризунів родини Шиншилові. Живе в горах на висоті приблизно 4000 метрів над рівнем моря на оголених скелястих територіях на південному-заході Аргентини й у сусідньому Чилі. Потерпає від полювання заради хутра. Про цей вид дуже мало відомо. У Червоному списку МСОП за 2010 рік Віскача Вольфзона значиться як вид що «перебуває під загрозою зникнення».